# مدحت شلبي
مدحت شلبي هو مذيع ومعلق رياضي مصري في قنوات مجموعة إم بي سي، ولاعب كرة قدم سابق، إلتحق بكلية الشرطة وتخرج منها وعمل ضابطاً وتدرج في المناصب حتى وصل إلى منصب مساعد رئيس قطاع الأحوال المدنية ثم تقاعد شلبي من الشرطة برتبة لواء.
بدأ مدحت شلبي حياته كلاعب في نادي الشرطة ثم إلتحق بنادي الشمس ثم تولى تدريب النادي بعد رحيل مدربه، استطاع شلبي أن يصعد بالنادي من الدرجة الثالثة إلى الدرجة الثانية ثم إلى الدرجة الأولى، كما وصل بالفريق إلى قبل نهائي كأس مصر قبل الخروج أمام الإسماعيلي بركلات الترجيح.
عمل مدحت شلبي في الإعلام وقدم في فترة التسعينيات برنامج سباق القمة ثم برنامج ضحك ولعب وجد، ثم تفرغ للعمل في مجال الإعلام الرياضي وقدم العديد من البرامج الرياضية التلفزيونية وأشتهر أيضاً بكونه معلق للعديد من مباريات كرة القدم، كما شغل منصب المدير الإعلامي باتحاد الكرة ومتحدثًا رسميًا له وشغل هذا المنصب لمدة 10 سنوات.

## نشأته
ولد في محافظة الشرقية في 22 نوفمبر 1944. كان والده يعمل بوزارة التربية والتعليم، التحق بكلية الشرطة وتخرج منها وعمل ضابطًا، وتدرج شلبي في المناصب بوزارة الداخلية، حتى وصل إلى مساعدًا لرئيس قطاع الأحوال المدنية ثم تقاعد شلبي من الشرطة برتبة لواء.

## حياته

### مسيرته الكروية
بدأ مدحت شلبي حياته الرياضية لاعبًا في نادي الشرطة إلا أن موهبته لم تكن كبيرة.
في أواخر السبعينات التحق مدحت شلبي بنادي الشمس، حيث تم تجميد نشاط نادي اتحاد الشرطة بقرار من وزير الداخلية آنذاك السيد فهمي وتم حل فريق الكرة الذي كان يلعب به، بصفته ضابط شرطة، .
بعد انضمامه كلاعب للشمس تحت قيادة المدرب اللواء عبد المنعم الحاج، رحل الأخير لتدريب المقاولون العرب مع الكابتن فؤاد صدقي، ليقرر مجلس إدارة الشمس أن يقوم شلبي بتدريب الفريق إلى جانب كونه لاعبًا.
استطاع شلبي أن يصعد بالنادي من الدرجة الثالثة إلى الدرجة الثانية ثم إلى الدرجة الأولى، كما وصل بالفريق إلى قبل نهائي كأس مصر قبل الخروج أمام الإسماعيلي بركلات الترجيح.
مع صعوده للدوري الممتاز استمر شلبي مدربًا للشمس لمدة 8 أسابيع إلا أن خروج المهندس محمد الملاح، رئيس النادي الأسبق من السجن، كان سببًا في الإطاحة به من مقعد المدير الفني.
رحل شلبي عن الشمس لتكن محطته التدريبية التالية في نادي أسمنت السويس، والذي نجح في قيادته إلى القسم الأول، قبل أن يذهب لتدريب نادي إسكو.
درس شلبي التدريب في أوروبا، وحصل على دراسات دولية متقدمة من جامعة لافبارا الإنجليزية ودورة تدريبية من أكاديمية نابولي الإيطالية.

### مسيرته الإعلامية
وبشكل متوازي مع كرة القدم، بدأ شلبي العمل الإعلامي في أوائل التسعينيات بتقديم بعض برامج المنوعات بالتليفزيون المصري مثل برنامج «سباق القمة» وغيرها.
عمل مدحت شلبي في التعليق الرياضي، ومن أشهر المبارايات التي علق عليها وبقت أقواله في أذهان الجماهير مباراة مصر والمغرب في تصفيات كأس العالم 2002، وتحديدًا فرصة طارق السعيد الضائعة والتي يتذكرها معظم الجماهير بصوت مدحت شلبي: «حرام عليك يا طارق.. حرام عليك يا طارق»، كما يتذكر الجماهير تعليقه على مباراة الأهلي والزمالك التي انتهت بفوز الأول 6-1، وجملته الشهيرة «بيبو وبشير بيبو والجول».
احترف تقديم البرامج الرياضية والاستوديوهات التحليلية بداية من منتصف العقد الأول من الألفية الجديدة، وكانت بدايته بتقديم استوديو تحليلي على قناة أوربيت الرياضية، فيما قدم بعدها برنامجه «مساء الأنوار» بدأت على قناة مودرن اسبوت و على عدد من القنوات الفضائية أخرها حاليًا أون سبورت.

### مناصب أخرى
اثناء فترة تولي اللواء حرب الدهشوري رئاسة الاتحاد المصري لكرة القدم، أصبح شلبي مديرًا إعلاميًا باتحاد الكرة ومتحدثًا رسميًا له، واستمر شلبي في منصبه باتحاد الكرة لمدة 10 سنوات

## تمثيل
ظهر مدحت شلبي في فلمين سينمائيين هما «سمير أبو النيل» و«مرجان أحمد مرجان».

## حياته الشخصية
متزوج من الفنانة سحر نوح ابنة الموسيقار محمد نوح. ولديه 3 أبناء هم نهلة وفريدة ومحمد.